# 迪克西民主党
州权民主党，也被其成员称为迪克西民主党，是短暂存在于美国南部的政党。该党成立的原因是南方民主党人不满其北方同僚的民族融合政策。1948年，时任美国总统选哈里·S·杜鲁门决定用军队强行维护非裔美国人的民权，这一举动促使南方种族隔离制度的支持者出走成立迪克西民主党，以求维护南方各州实施种族隔离制度的州权。
20世纪30年代，由于罗斯福新政导致了政党重组，很多来自南方的民主党人开始支持经济干预主义政策。不过由于这些南方民主党人控制着美国国会的许多关键职位，因此关于维护非裔民权的议题尚未提上日程。这些南方民主党人的支持者对南方各州的民主党组织形成了掌控之势，他们反对种族融合政策，并希望在可能面临联邦干预的情况下保留吉姆·克劳法和其他包含种族歧视内容的法律。这些成员被称为“迪克西民主党人”（Dixiecrats），该词是由“迪克西”（Dixie，指美国南部）和“民主党人”（Democrat）拼接而成的混成词。
尽管迪克西民主党在1948年美国总统选举中赢下了南方数州，但杜鲁门还是实现了连任。迪克西民主党成员在此次选举后重返民主党，而该党总统候选人斯特罗姆·瑟蒙德随后于1964年转投共和党。迪克西民主党的出现意味着“南方铁票仓”遭到了削弱，民主党在南方的总统和国会选举中优势减少。在此之前南方民主党人曾于1890年至1908年间通过剥夺投票权的方式阻碍非裔支持的共和党人当选，但参与大迁徙的非裔选民则发现在北方和西部民主党候选人更符合他们的利益。

## 背景

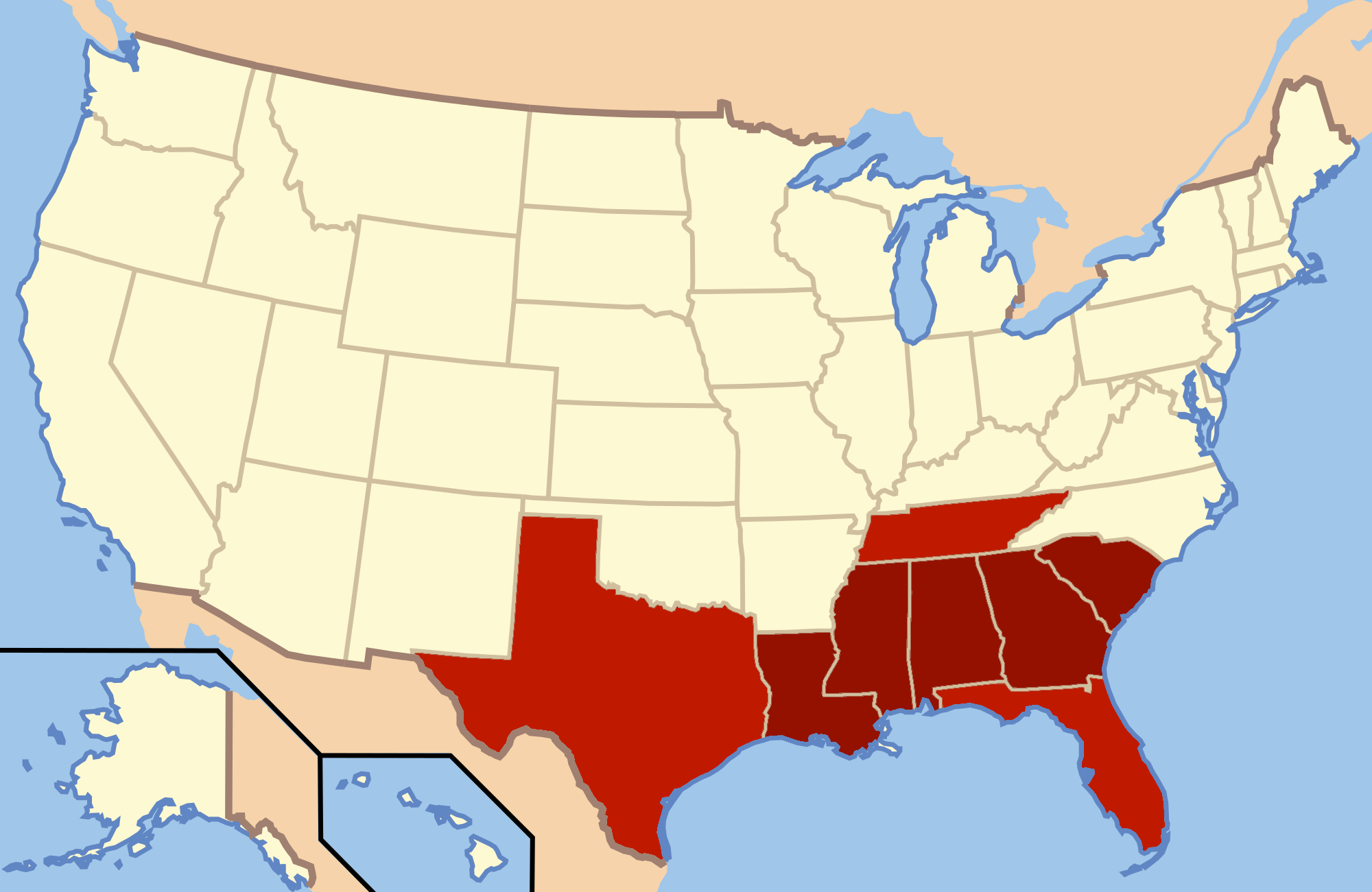
深红色的州构成了今天的南方腹地。德克萨斯州东部、西田纳西和佛罗里达州北部与之毗的邻地区也被视为南方腹地的一部分。 而这些州在历史上都曾是美利坚联盟国的一部分

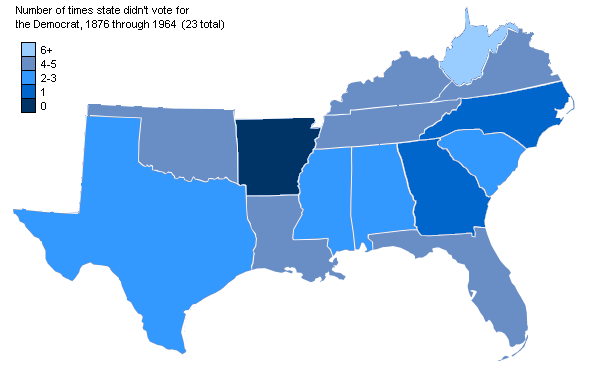
"南方铁票仓"：阿肯色州在1876年至1964年全部23次总统选举中皆支持民主党。其他州虽不似阿肯色州那样一边倒，但总体上还是支持民主党居多

自重建时期以来，南方白人选民在地方和全国选举中皆以压倒性优势支持民主党（但部分阿巴拉契亚地区，特别是东田纳西、德克萨斯州中部的吉莱斯皮县和肯德尔县除外），形成了所谓的“铁票仓”。在重建时期的最后几年，民主党人开始利用准军事叛乱分子和其他极端分子破坏并恐吓支持共和党的黑人选民，其手段包括但不限于包括在投票站欺诈和袭击他们的领导人。选举暴力最终导致民主党重新控制各州议会，并在1890年至1908年通过新的宪法及法律剥夺大多数黑人和许多贫困白人的选举权。此外他们还实行《吉姆·克劳法》，将将黑人视为二等公民并对其实施种族隔离，导致美国南部大部分地区的黑人丧失政治力量。“南方铁票仓”正是建立在这样一种社会基础之上的。不过当时依然根据总人口数来分配各州的国会席位。
三度参选总统的民主党候选人的威廉·詹宁斯·布莱恩预计三K党很快就会解散，因此反对在1924年民主党全国代表大会上通过一项对其发起谴责的决议，随后这一举动引发了争议。虽然布莱恩并不喜欢三K党，但他从未公开对其进行抨击。
20世纪30年代，由于罗斯福新政导致了政党重组，很多来自南方的民主党人开始支持经济干预主义政策。不过由于这些南方民主党人控制着美国国会的许多关键职位，因此关于维护非裔民权的议题尚未提上日程。不过随着美国加入第二次世界大战，《吉姆·克劳法》开始面临挑战。在此期间有超过150万名非裔美国人在奉行种族隔离制度的美军中服役，并且这些人和白人官兵享有同等标准的薪资待遇。不过由于退伍军人福利有各州而非联邦负责，因此这些非裔官兵在退役后很难完全享有法律所规定的退役军人福利。而根据第8802例行政命令，很多非裔在劳动力匮乏时被招募参与战备生产，这使得国防工业无法再基于种族推行歧视性政策。
当时共和党人和许多来自北方和西部的民主党人支持民权立法，但来自南方腹地的民主党人则一致表示反对。

## 1948年美国总统选举
罗斯福去世后，新任总统哈里·S·杜鲁门成立了一个备受瞩目的总统民权委员会，并于1948年发布了第9981例行政命令，以解决军队中的种族歧视问题。鉴于此，包括斯特罗姆·瑟蒙德和菲尔丁·L·赖特在内的南方诸州州长决定开会讨论南方民主党人在民主党内的地位问题。在与民主党全国委员会主席兼杜鲁门总统密友J·霍华德·麦格拉思会谈后，南方诸州州长决定如果杜鲁门在1948年民主党全国代表大会中获得总统选举提名，他们这些南方民主党人将会在阿拉巴马州伯明翰召开自己的代表大会。大会随后于同年7月提名杜鲁门参选连任，并采纳了以休伯特·汉弗莱为首的北方自由主义者提出的支持民权纲领。这一事件导致35名来自南方的民主党代表退场，以求将杜鲁门的名字踢出南方各州的选票。随后这些南方民主党人选择成立新政党，即迪克西民主党。
就在民主党全国代表大会召开后没几天，迪克西民主党如约在7月17日在阿拉巴马州伯明翰的市政礼堂举行了自己的代表大会。虽然以斯特罗姆·瑟蒙德和詹姆斯·伊斯特兰为首的几位迪克西民主党领袖参加了此次大会，但绝大多数南方民主党人并未参加，其中包括在1948年民主党代表大会中获得代表票数第二多的小理查德·罗素。

1948南美国总统选举各党派得票情况，其中迪克西民主党（橙色）赢得了路易斯安那州、密西西比州、阿拉巴马州和南卡罗来纳州，并在田纳西州获得了一张失信选举人票。蓝色代表投给民主党人哈里·S·杜鲁门/阿尔本·W·巴克利组合的州，红色则代表投给共和党人托马斯·杜威/厄尔·沃伦组合的州

在迪克西民主党召开代表大会之前，很多成员尚不明确其目的究竟仅是阻止南方选民投票给杜鲁门还是希望推出自己的总统候选人。当时有媒体预测，如果迪克西民主党决定推出自己的候选人，那么阿肯色州州长本杰明·T·莱尼最终将获提名，而瑟蒙德或赖特将会成为其竞选搭档。尽管莱尼在大会期间来到了伯明翰，但最终还是决定不去参会。而瑟蒙德本人虽对以第三党候选人参选的策略持怀疑态度，但依旧在大会中说服参会者获得提名，并在随后选择赖特成为其竞选搭档。虽然赖特的支持者们虽然都希望他能击败瑟蒙德，但由于后者在全国范围内声望更高，因此赖特最终只得向瑟蒙德认输。瑟蒙德的当选获得了全国新闻媒体相当正面的评价，因为瑟蒙德对民权政策的立场较为温和，与其他支持种族隔离的强硬派形成了鲜明的对比。
迪克西民主党人在竞选时并没有以第三党候选人自居，他们只是“建议”各州的民主党人将票投给瑟蒙德/赖特组合。他们的目标是在南方铁票仓赢下127张选举人票，这样就会使民主党和共和党候选人皆无法赢得绝对多数的选举人票，从而进行权变选举。一旦进行权变选举，国会中的南方民主党人将会投票给任何支持种族隔离政策的候选人。即使共和党人获得了绝对多数选举人票（正如当时很多人所预测的那样），那么南方民主党人依旧可以借助此次选举赢回其在民主党内部的话语权。但在竞选时，迪克西民主党在不同州需要面对不同且复杂的选举制度。瑟蒙德/赖特组合最终在阿拉巴马州、路易斯安那州、密西西比州和南卡罗来纳州赢得了当地民主党组织的官方支持，但在其他州则被迫以第三党候选人的身份参选。
迪克西民主党于1948年8月14日在俄克拉荷马城举办了第二次全国代表大会，参会者比第一次大会多了6000人。迪克西民主党在此次大会中通过了以下党纲：
我们主张种族隔离以及维护每个种族的种族纯洁性；宪法赋予我们选择同事的权利；我们反对政府干预私人雇佣关系，以及允许所有人通过任何合法方式谋生。我们反对取消种族隔离，反对异族通婚法，以及联邦官僚对私人雇佣关系的干预，反对像民权计划所呼吁的那样。我们支持家庭自治、地方自治和尽量减少对个人权利的干预。
迪克西民主党还表示：
我们呼吁所有民主党人和所有反对国内外极权主义的爱国美国人与我们团结一致，将哈里·S·杜鲁门、托马斯·E·杜威以及所有其他希望建立美利坚合众国警察国家的公职候选人彻底击败。
在阿肯色州，民主党籍的州长候选人锡德·麦克马思在州内各地的演讲中大力支持杜鲁门，这让作为瑟蒙狂热支持者的现任州长本杰明·T·莱尼感到非常不满。莱尼后来在1950年州长选举中利用麦克马思支持杜鲁门的立场攻击他，但麦克马思还是轻松获得了连任。
在1948年选举中，瑟蒙德/赖特组合赢得了此前一直是民主党阵地的阿拉巴马州、路易斯安那州、密西西比州和南卡罗来纳州，共获得1,169,021张普选票和39张选举人票。进步党总统候选人亨利·A·华莱士从民主党的左翼吸引了和迪克西民主党几乎相同数量的普选票（1,157,328），但没有赢得任何州。1948年选举中民主党的分裂原本被普遍预计会让共和党总统候选人杜威获胜，但杜鲁门最终还是实现了连任。

## 后续的选举
迪克西民主党在1948年选举后瓦解，随后杜鲁门、民主党全国委员会和南方新政民主党采取行动确保迪克西民主党不会在1952年总统大选中卷土重来。以路易斯安那州的利安德·佩雷斯为代表的强硬派迪克西民主党人仍试图在他所在的地区维系迪克西民主党。而赖特虽坚持维护州权及种族隔离制度的观点，但同时也承认完全坚持1948年脱离民主党的路线将有损其家乡密西西比州在美国的形象。在1952年民主党全国代表大会中，前南方民主党人受到了其他成员的谴责，但还是在宣誓效忠后就座。不过为提高南方民主党人的忠诚度，来自阿拉巴马州的温和派联邦参议员约翰·斯帕克曼在此次大会中被提名为民主党副总统候选人。
尽管民主党内部关于种族隔离政策的斗争仍在进行，但南方民主党在地方和联邦国会选举中仍然是民主党的坚定支持者，不过在总统选举中却并非如此。在1952年和1956年的总统选举中，共和党候选人德怀特·D·艾森豪威尔赢得了数个南方州。而在1956年选举中，以迪克西民主党人自居的前国税局局长T·科尔曼·安德鲁斯仅获得了不到0.2%的普选票。在1960年的总统选举中，共和党人理查德·尼克松赢得了若干个南方州，来自弗吉尼亚州的联邦参议员哈里·F·伯德获得了阿拉巴马州和密西西比州的几位未宣誓的选举人的选票。在1964年的总统选举中，共和党人巴里·戈德华特赢得了瑟蒙德在1948年所赢得的所有四个州。在1968年的总统选举中，共和党人理查德·尼克松或第三党候选人乔治·华莱士赢得了除德克萨斯州以外的所有前联盟州。瑟蒙德最终在1964年转投共和党，并指责民主党“抛弃了人民”且否定了《美国宪法》。随后他为貝利·高華德的总统竞选活动提供了支持。美国记者、普利策奖获得者莱斯·佩恩在2004年时写道，狄克西民主党与三K党有关联，他们皆反对20世纪60年代非暴力民权运动的领导者马丁·路德·金。大卫·内维特在2016年为南方贫困法律中心所写的文章中提到，“这些民主党人在20世纪20年代为‘三K党人’，到了40年代又开始自称为‘迪克西民主党人’，总之他们是保守派民主党人。”

## 总统选举表现
| 年份   | 总统候选人      | 副总统候选人  | 普选票       | 得票率 | 选举人票 |
| ------ | --------------- | ------------- | ------------ | ------ | -------- |
| 1948年 | 斯特罗姆·瑟蒙德 | 菲尔丁·L·赖特 | 1,175,930 #3 | 2.4%   | 39       |

## 延伸阅读
- Bass, Jack; Thompson, Marilyn W. . PublicAffairs. 2006-06-27  [2023-04-25]. ISBN 978-1-58648-392-0. （原始内容存档于2023-05-01） （英语）.
- Black, Earl. . Cambridge, Mass.: Harvard University Press. 1987  [2023-04-25]. ISBN 978-0674689596. （原始内容存档于2023-09-18）.
- Ragan, Fred D. . History: Reviews of New Books. 1995-04-01, 23 (3): 111–111  [2023-04-25]. ISSN 0361-2759. doi:10.1080/03612759.1995.9951079. （原始内容存档于2023-04-30）.
- Karabell, Zachary. . Knopf. 2000  [2023-04-25]. ISBN 978-0-375-40086-5. （原始内容存档于2023-04-28） （英语）.
- Perman, Michael. . Univ of North Carolina Press. 2009  [2023-04-25]. ISBN 978-0-8078-3324-7. （原始内容存档于2023-04-30） （英语）.